# Палкинская (Архангельская область)
Палкинская — деревня в Вельском районе Архангельской области. Входит в состав Аргуновского сельского поселения (муниципальное образование «Аргуновское»).

## Географическое положение
Деревня расположена на правом берегу реки Вага, притока реки Северная Двина, влотную к двум другим населённым пунктам Аргуновского сельского поселения, деревне Лучинская на юге и деревне Овсяниковская на западе. Расстояние до административного центра поселения, посёлка Аргуновский, составляет 2,3 км по прямой, или 2,7 км пути на автотранспорте. Расстояние до железнодорожной станции в городе Вельск — 6,7 км (10,7 км).
Часовой пояс
Палкинская, как и вся Архангельская область, находится в часовой зоне МСК (московское время). Смещение применяемого времени относительно UTC составляет +3:00.

## Население
| 2002 | 2010 | 2012 | 2014 |
| ---- | ---- | ---- | ---- |
| 21   | ↘20  | ↗30  | ↘28  |

| Население                            | на 1 января 2010 года |
| ------------------------------------ | --------------------- |
| В возрасте до 16 лет                 | 8                     |
| Трудовые ресурсы (из них работающих) | 17 (13)               |
| Пенсионеры                           | 10                    |
| Всего                                | 35                    |
| Прибыло / выбыло (за год)            | 0 / 0                 |
| Родилось / умерло (за год)           | 0 / 1                 |

## Инфраструктура
Жилищный фонд деревни составляет 0,7 тыс. м². Объекты социальной сферы и торгового (выездного или стационарного) обслуживания населения на территории населённого пункта отсутствуют.

## История
Указана в «Списке населённых мест по сведениям 1859 года» в составе Вельского уезда Вологодской губернии как «Палкинская(Романиха)». Насчитывала 6 дворов, 17 мужчин и 22 женщины..
В материалах оценочно-статистического исследования земель Вельского уезда упомянуто, что в 1900 году в административном отношении деревня входила в состав Устьвельского сельского общества Устьвельской волости. На момент переписи в селении Палкинское(Романиха) находилось 11 хозяйств, в которых проживало 33 жителей мужского пола и 37 женского.